# 楊瞿崍
楊瞿崍（1573年—？），原名杨载萼，字雅實，號商澹，福建晉江縣人，明朝政治人物。

## 生平
万历十三年（1585年）乙酉科福建乡试第十九名举人，三十五年（1607年）丁未科进士，授户部主事，榷税临清，升戶部郎中。以廣東按察司佥事督学粤东。转江西参议，擢江西按察司副使，提督江西学政。著有《疑蒙易说》、《四书疑说》等书。

## 家族
曾祖杨桓。祖父杨宗叙。父楊啓新，萬曆己卯舉人，左州知州。母翁氏。具庆下。弟載蘴、载苰。